# Première Nation ʔakisq̓nuk
La Première Nation ʔakisq̓nuk, aussi appelée Première Nation Akisqnuk ou anciennement Bande indienne du lac Columbia, est une Première Nation ktunaxa basée à Windemere (Colombie-Britannique) dans la région d'East Kootenay en Colombie-Britannique, au Canada, au bord du lac Columbia. Dans le processus des traités de la Colombie-Britannique (en), elle fait partie du Conseil tribal Ktunaxa Kinbasket (en). Sa population est de 273 personnes en 2021.